# Pär Österholm
Pär Österholm, född 12 augusti 1974 i Sundsvall, är en svensk nationalekonom och professor.
Österholm disputerade 2004 i nationalekonomi vid Uppsala universitet med avhandlingen Time Series and Macroeconomics: Studies in Demography and Monetary Policy. Han har bland annat arbetat som forskare på Federal Reserve System och International Monetary Fund i USA. Han har även tjänstgjort på Sveriges riksbank och som chef för avdelningen för realekonomisk analys på Konjunkturinstitutet. Österholm är sedan 2016 professor vid Örebro universitet och valdes 2019 in som ledamot i Finanspolitiska rådet.
Österholm forskar främst om frågor som rör makroekonomi, prognoser och penningpolitik. Hans forskning är i huvudsak empiriskt inriktad och bygger ofta på tidsseriedata.